# Ауджила (оазис)
Ауджи́ла (бербер. ⴰⵡⵉⵍⴰⵏ, араб. أوجلة‎) — оазис в Ливии, расположен в муниципалитете Эль-Вахат, в регионе Киренаика на востоке страны. Со времён античности он был известен как место, где выращивают высококачественные финики. Начиная с арабского завоевания в VII веке, ислам стал играть важную роль в местном обществе. Оазис расположен на караванном пути восток-запад между Египтом и Триполи и на маршруте север-юг между Бенгази и Сахель, между озером Чад и Дарфуром, в прошлом важный торговый центр. Это место в честь которого был назван восточноберберский язык ауджила. Люди возделывают небольшие сады, используя воду из глубоких колодцев. В последнее время нефтяная промышленность становится все более важным источником занятости.

## Расположение

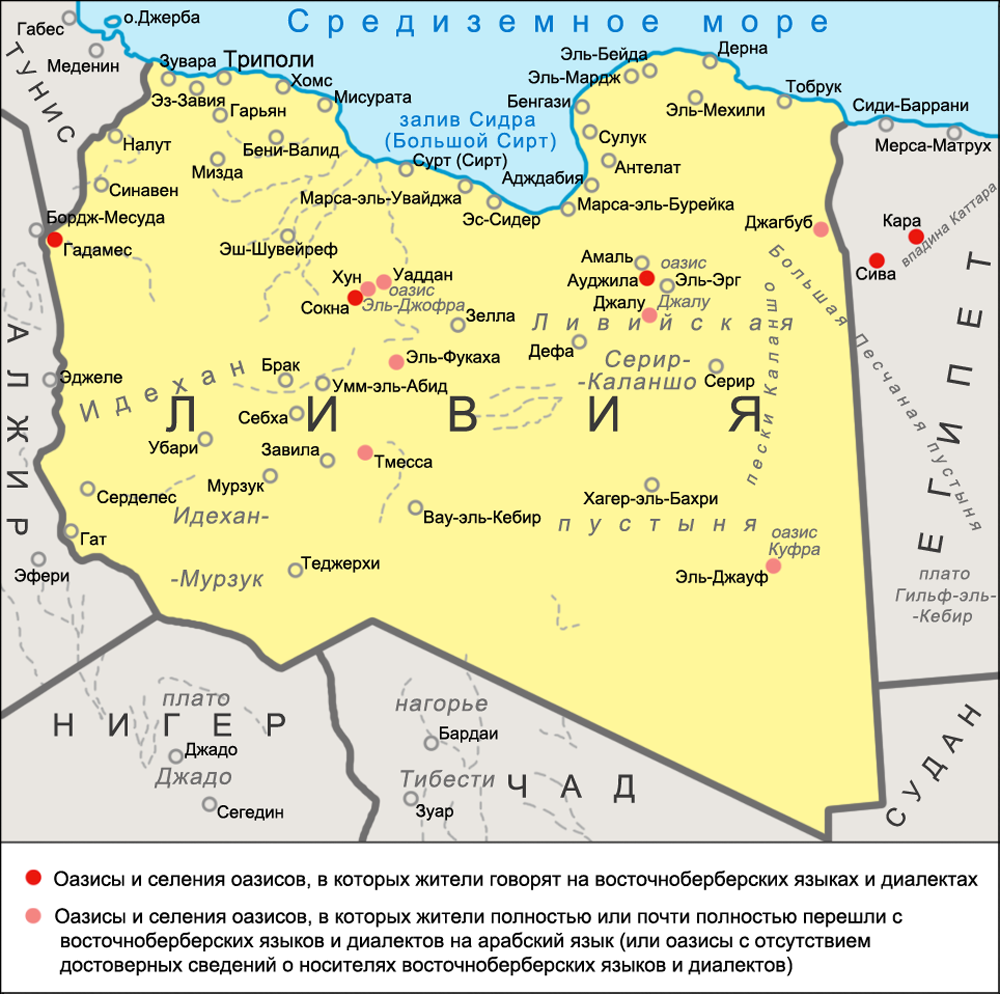
Оазис Ауджила на карте Ливии.

Ауджила и прилегающий к ней оазис Джалу изолированы, это единственные города на пустынном шоссе между Адждабией, в 250 километрах к северо-западу, и Куфрой, в 625 километрах к юго-востоку. В отчёте 1872 года описывается скопление из трёх оазисов: оазис Ауджила, Джаллу на востоке и Лешкерре на северо-востоке. В каждом оазисе был небольшой холм, покрытый финиковыми пальмами, окружённый равниной из красного песка, пропитанного содовой солью. Население этих оазисов составляло от 9000 до 10 000 человек. Население оазиса в основном берберы, которые до сих пор сохраняют свой язык. По состоянию на 2005 год язык ауджила находился под серьёзной угрозой исчезновения.

## Климат
Тип климата жаркий пустынный (BWh) по классификации климатов Кёппена:
| Показатель             | Янв. | Фев. | Март | Апр. | Май  | Июнь | Июль | Авг. | Сен. | Окт. | Нояб. | Дек. | Год  |
| ---------------------- | ---- | ---- | ---- | ---- | ---- | ---- | ---- | ---- | ---- | ---- | ----- | ---- | ---- |
| Средний максимум, °C   | 19,9 | 21,9 | 25,3 | 29,7 | 34,7 | 37,2 | 36,7 | 36,9 | 35,8 | 32,4 | 27,0  | 21,4 | 29,9 |
| Средний минимум, °C    | 5,6  | 7,0  | 9,2  | 13,1 | 18,3 | 19,9 | 21,0 | 21,0 | 19,9 | 16,3 | 12,0  | 7,7  | 14,3 |
| Норма осадков, мм      | 3    | 3    | 3    | 2    | 0    | 0    | 0    | 0    | 0    | 3    | 2     | 3    | 19   |
| Источник: Climate Data |      |      |      |      |      |      |      |      |      |      |       |      |      |

## История

### Античность
Оазис Ауджила упоминается Геродотом (ок. 484–425 гг. до н.э.). Он описывает кочевых насамонов, которые мигрировали между побережьями залива Сидра и оазисом Ауджила, где они, возможно, взимали дань с местных жителей. Геродот писал, что требовалось десять дней, чтобы доехать от оазиса Амония до оазиса Ауджила. Это расстояние было подтверждено немецким исследователем Фридрихом Хорнеманом (1772–1801 гг.), который преодолел это расстояние за девять дней, хотя обычно караваны путешествуют тринадцать дней. Летом насамоны оставляли свои стада на побережье и отправлялись в оазис собирать финики. В оазисе были и другие постоянные обитатели.
Клавдий Птолемей (ок. 90–168 гг.) подразумевает, что греческие колонисты вынудили насамонов покинуть побережье и поселиться в Ауджиле. Прокопий Кесарийский, писавший около 562 года, утверждал, что даже в его дни продолжали приносить жертвы древнеегипетскому божеству Амону и Александру Македонскому в двух ливийских оазисах, которые оба назывались Авгила. Вероятно, он имел в виду то, что сейчас называется Эль-Агейла в заливе Сидра, и оазис Ауджила. Согласно Прокопию, храмы оазиса были преобразованы в христианские церкви ромейским императором Юстинианом I (ок. 482–565 гг.). Географ VI века Стефан Византийский описал Ауджилу как город.

### Ранняя арабская эпоха

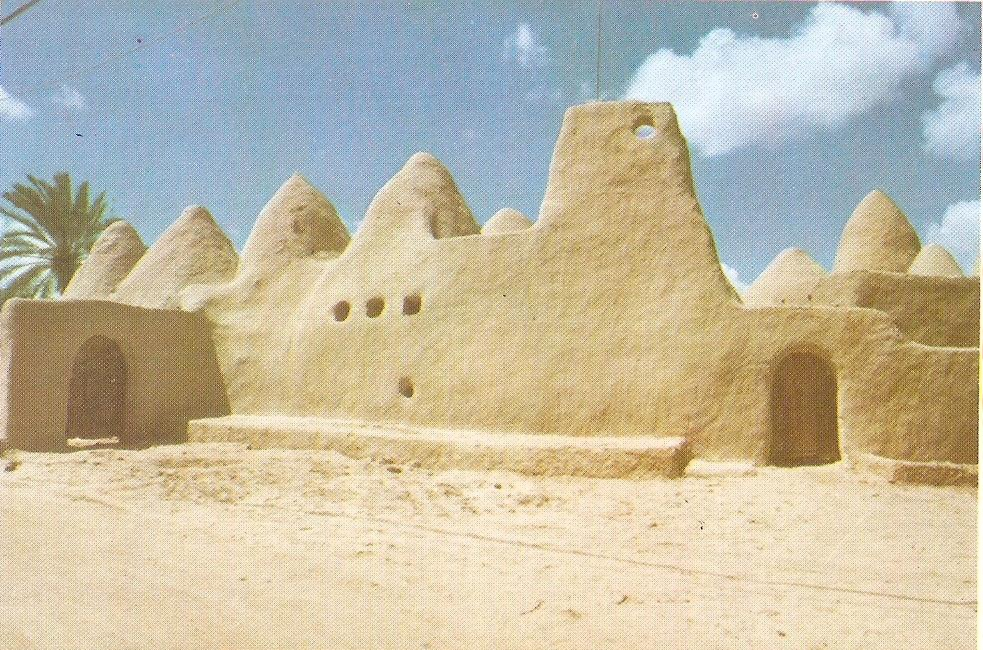
Мечеть Атик в Ауджиле, XII век.

Арабы начали кампанию против Ромейской империи вскоре после смерти пророка Мухаммеда в 632 году, быстро завоевав Сирию и Египет, под их ударами пала могучая Персидская империя. Захватив Александрию в 643 году, они прошлись вдоль средиземноморского побережья Африки, захватив Киренаику в 644 году, Триполитанию в 646 году и Феццан в 663 году.
Область вокруг Ауджилы была завоевана Абдуллахом ибн Садом. Он был сподвижником Мухамеда и его знаменосцем. В Ауджиле около 650 года была построена его гробница. С тех пор первоначальную гробницу заменило современное сооружение. Семья Сарахна, считающая себя потомками Сиди Абдуллаха, является смотрителем его гробницы. Когда в 1872 году в Ауджиле обосновался орден Санусия, Сарахна взяли на себя роль исламских учителей.
После того как ислам был введён в VII веке, он всегда оказывал большое влияние на жизнь оазиса. Арабский летописец Абу Убайд аль-Бакри писал, что к XI веку вокруг оазиса уже было несколько мечетей. Согласно устной традиции, в XII веке учёный человек с побережья Триполитании говорил, что в Ауджиле было сорок святилищ и сорок святых, спрятанных среди жителей оазиса. К концу 1960-х годов осталось всего шестнадцать святилищ. Некоторые из святых в сохранившихся гробницах жили в первые годы ислама, и подробности их жизни и даже их семейное происхождение были забыты.

### Торговый центр

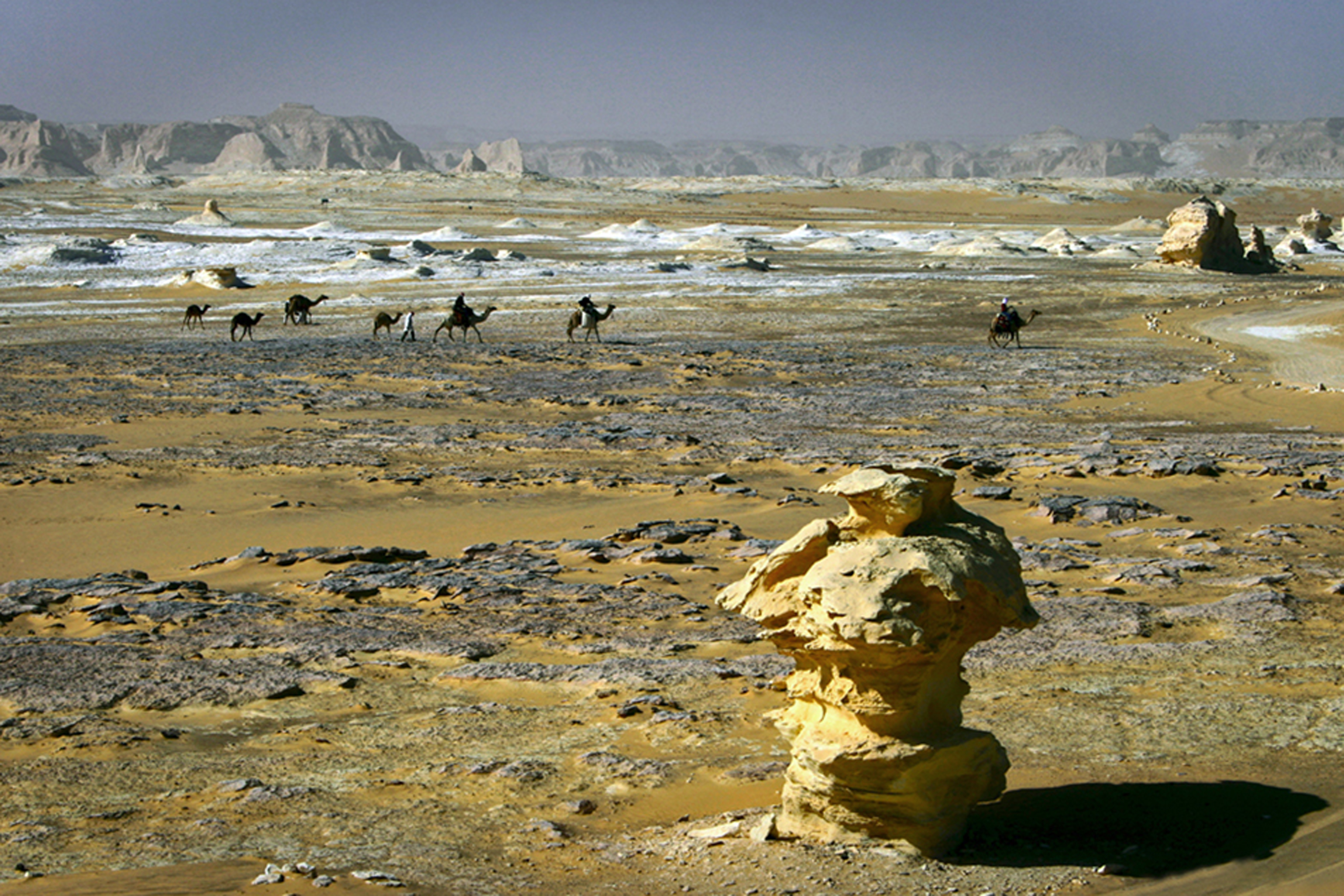
Караван в пустыне рядом с оазисом Фарафра к востоку от Ауджилы.

В X веке Ауджила была перевалочным пунктом на торговом пути между столицей ибадитских берберов Завилой в Феццане и недавно основанной столицей Фатимидов Каиром в Египте. Караванный маршрут восток-запад из Каира в Триполи, Феццан и Тунис проходил через Джагбуб, Джалу и Ауджилу . В раннюю эпоху мамлюков (XIII век) торговля из Египта шла по маршруту, который вёл через Ауджилу в Феццан, а затем в Канем и в такие города, как Тимбукту на излучине реки Нигер. Ауджила стала основным рынком сбыта рабов из этих регионов. Большинство этих рабов удовлетворяли домашние нужды. Золото покупалось в Бамбуке и Буре на территории нынешнего Сенегала, но тогда оно было частью Малийской империи народа мандинка. В обмен Египет экспортировал текстиль.

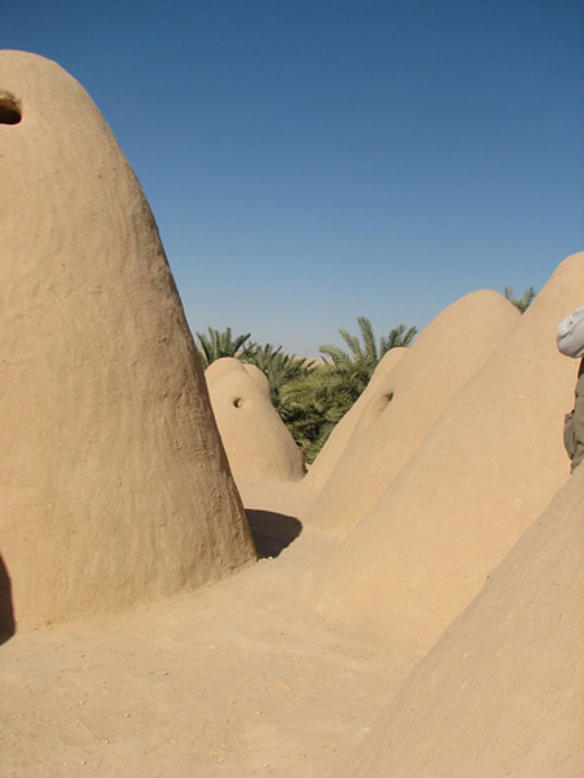
Строения в Ауджиле.

Во времена господства Османской империи в Египте Ауджила лежала на маршруте паломников, путешествовавших из Тимбукту через Гат, Гадамес и Феццан, избегая основных османских городов. В 1639 году Ауджила перешла под власть турецкого правителя Триполитании, который разместил постоянный гарнизон в Бенгази. В XVIII веке купцы из Ауджилы обладали монополией на торговлю между Каиром и Феццаном. Описывая торговлю между Египтом и городами-государствами хауса, Хорнеманн перечисляет:
... рабы обоих полов, страусиные перья, цибетта (мускус циветтовых кошек), тигровые шкуры и золото, частично рассыпчатое, частично в натуральных гранулах, для изготовления колец и другие украшения для народов внутренней Африки. Медь импортируется из Борну в большом количестве. Каир присылает шелка, мелайе (ситцевые ткани в синюю и белую полоску, то есть милаят, обёртки, простыни), шерстяные ткани, стекло... бусины для браслетов и... ассортимент ост-индских товаров... Торговцы из Бенгази обычно присоединяются к каравану из Каира в Авгиле, импортируя табак, изготовленный для жевания или нюхательный табак, и различные товары, изготовленные в Турции... 

Караванные пути в Ливии в XIX веке. Ауджила и Джалу на северо-востоке.

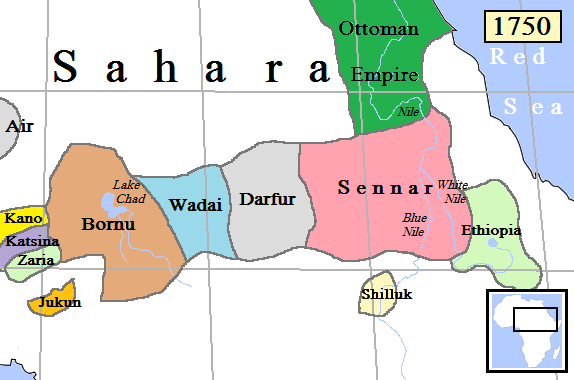
Государства на юге Сахары, куда ходили караваны из Ауджилы.

Около 1810 года маджабрский торговец из Джалу по имени Шахайма заблудился во время путешествия в Вадаи через Марзук в Феццане. Его нашёл какой-то представитель народа загава, который отвёз его через Унианга-Кебир в Вару, старую столицу Вадаи. Султан Вадаи Абд аль-Карим Сабун (1804–1815 гг.) согласился с предложением Шахаймы открыть караванный путь в Бенгази по прямому маршруту через Куфру и Ауджилу/Джалу. Этот новый маршрут прошёл в обход как Феццана, так и Дарфура, государств, которые до тех пор контролировали торговлю в Восточной Сахаре. Первые караваны прошли по этому маршруту между 1809 и 1820 годами.
В 1820-х годах торговля была на некоторое время прервана из-за политической нестабильности в султанате Вадаи, но начиная с 1830-х годов каждые два-три года по этому маршруту проходил караван. Обычно там было две-три сотни верблюдов, везущих слоновую кость и шкуры, а также партию рабов . Торговля возросла с 1860-х годов. Основными остановками между Бенгази и южным терминалом в Абеше были сборный пункт в Ауджиле/Джалу, где формировались караваны, и центр в Куфре, где можно было получить продовольствие и воду. Позже значение маршрута север-юг вновь возросло из-за нарушения движения по Нилу в результате махдистского восстания в Судане.
Мухаммад ибн Али ас-Сануси, основатель ордена сануситов, останавливался в июле 1843 года и Ауджиле, прежде чем утвердиться в аль-Байде. В течение следующих десяти лет сануситы утвердились среди бедуинов Киренаики. Позже они распространили влияние дальше на юг, помогая подавлять насилие и разрешать торговые споры. Каждый пост на маршруте север-юг, включая Ауджилу, охранялся шейхом-сануситом. Ещё в 1907 году значительная часть торговли, проходившей через Бенгази, заключалась в товарах, перевозимых по этому маршруту, и товары также направлялись из внутренних пунктов, таких как Ауджила и Джалу, на восток в Египет и на запад в Триполи.

## Последние годы
Сегодня основными видами деятельности жителей Ауджилы являются сельское хозяйство и работа в компаниях нефтяного сектора, поскольку этот район является колыбелью ливийского богатства. Основными культурами являются знаменитые финики из многих сортов пальм, помидоры и различные злаки. Оазис Ауджила известен высоким качеством своих фиников, выращиваемых ещё с древности. Начиная с 1960-х годов, нефтяная промышленность стимулировала рост некогда захолустной деревни. В 1968 году население деревни составляло около 2000 человек, но к 1982 году оно возросло до более чем 4000 человек при поддержке двенадцати мечетей. В путеводителе за 2007 год численность населения оценивается в 6790 человек.
Мечеть Атик – старейшая мечеть в Сахаре, отличающаяся уникальным архитектурным стилем и комнатами с естественным кондиционированием воздуха. В палящую жару летних дней в комнатах прохладно, а ночью в них тепло. Оазис был местом наблюдения солнечного затмения 29 марта 2006 года.